# حرة النار
حرة النار أو حرة بني رشيد وتسمى قديما حرة عبس هي حرة تقع بين حائل والمدينة المنورة، وتتبع ادارياً منطقه المدينة المنوره وتعد إحدى المعالم الهامة في جزيرة العرب التي تتميز بارتفاعها عن مستوى سطح البحر بما يزيد عن ستة آلاف قدم .

## نظرة عامة
تعرف الحرة في التاريخ بحرة عبس وكافة غطفان وقد ذكرها المؤرخ الحازمي المتوفى سنة (584 هـ) وقال:«حرة النار بين وادي القرى وتيماء من ديار غطفان وسكانها بنو عنزة بن ربيعة»، وهي عبارة عن حرتي النار وحرة ليلى وهما حرتان متجاورتان لا يفصل بينهما سوى وادي المخيط وتحتويان على العديد من الحرار المتعددة والمتصلة ببعضها لا يفصل بينها عوازل في تكوين جغرافي، وتشير الدراسات إلى أن استيطان الحرة يعد من أقدم مواقع الاستيطان، ومن المواقع الأثرية التي تحتويها الحرة الرأس الأبيض والشويمس والبصر والعلم وأبا الصبان ويديع (الحويط) والشق وفدك (الحائط) وراطا والمنجور وغدفا وثويليل وأوثال والبرقة وشجواء والقور الجنوبية والقور الشمالية وخشم القطعاء والدحو والشملي وغيرها من المواقع التي ما زالت قيد البحث والتنقيب.
وما كشف عنه في الحرة مؤخرا مواقع الشويمس والقور والعلم، تحوي هذه المواقع على مرتفعات صخرية تضم لوحات فنية تتراوح ما بين رسم لأشكال آدمية بالحجم الطبيعي حيث عمد فنان تلك المرحلة في كثير من رسوماته إلى اظهار الأشكال الآدمية وهي حاملة للأقواس والنبال في مناظر للصيد مصاحبة لمجموعة كبيرة من الحيوانات، وهذه الأشكال ليست مقصورة على الأشكال الآدمية فقط بل تم رسم وتصوير كثير من الأشكال الحيوانية كالوعول والأسود والفهود والنمور وغيرها من الحيوانات الأليفة بحجمها الطبيعي على واجهة إحدى الجبال، كما يضم الموقع الذي تضمن عمره ما بين خمسة عشر ألف سنة إلى عشرة آلاف سنة لوحات افريزيقية مميزة يصل طول احداها 12 متر، وتضم كذلك رسومات آدمية وحيوانية وأشكالا هندسية نفذت بأسلوب ينم عن مهارة فائقة لدى فنان تلك الفترة، كما وجد في عدة مواقع نحت صخري وهي على هيئة أقدام آدمية (رجال وأطفال وأشكال حيوانية) بالقرب من أحد الكهوف.